# Limicoli
Limicoli es un suborden de aves Charadriiformes que incluye a las jacanas, los aguateros, las agachonas, el llanero y correlimos, andarríos, zarapitos y afines.

## Familias
El suborden se compone de cinco familias:
- Pedionomidae
- Thinocoridae
- Rostratulidae
- Jacanidae
- Scolopacidae